# Иванов, Пётр Алексеевич (военачальник)
Пётр Алексе́евич Ивано́в (16 января 1897, Притыкино, Кимрский уезд, Тверская губерния, Российская империя — 7 марта 1946, Москва, СССР) — советский военачальник, генерал-лейтенант (1943).

## Биография
Родился в деревне Притыкино ныне Кимрского района Тверской области.
В Русской императорской армии с 1916 года, рядовой. Участник Первой мировой войны на Кавказском фронте.
В Красной Армии с 1918 года. В 1919 году окончил 1-е Советские пехотные командные курсы РККА в городе Петроград. В годы Гражданской войны П. А. Иванов воевал на Западном фронте против повстанцев на Украине, курсант, командир роты, батальона.
В межвоенный период П. А. Иванов — командир роты, батальона, начальник штаба стрелкового полка, помощник начальника 1-го отдела штаба Московского военного округа, помощник начальника и начальник сектора 1-го управления Штаба РККА. Окончил краткосрочные курсы при Военной школе физической культуры в Ленинграде (1924 год), Высшую повторную школу старшего командного состава (1924 год), основной факультет Военной академии имени М. В. Фрунзе (1928 год). С 1934 года — начальник 1-го отдела штаба Ленинградского военного округа, с 1937 года — начальник 1-го, с 1938 года — 9-го отделов Генштаба РККА. Участвовал в советско-финской войне в должности начальника штаба 15-й армии. В марте-апреле 1940 года — начальник штаба Архангельского военного округа. С января 1941 года — преподаватель Академии Генерального штаба РККА.
В Великую Отечественную войну П. А. Иванов с июля 1941 года — заместитель начальника штаба Главнокомандующего войсками Северо-Западного направления по оперативной части. Принимал активное участие в координации действий фронтов и флотов на северо-западном театре военных действий: войск Северного и Северо-Западного фронтов, а также сил Северного и Краснознамённого Балтийского флотов. С 27 июля 1941 года — исполняющий должность начальника штаба 23-й армии Ленинградского фронта, которая вела оборонительные бои на Карельском перешейке с превосходящими силами противника. Обеспечивал командарму твёрдое управление войсками, организацию взаимодействия всех родов войск и планирование их боевых действий. Благодаря мужеству стойкости и отваге воинов армии к 1 сентября войска армии остановили наступление финских войск на Ленинград. В течение сентября соединения армии во взаимодействии с Балтийским флотом и Ладожской военной флотилией отразили все попытки финской армии прорвать оборону и, нанеся противнику большие потери, заставили его отказаться от наступления. С ноября 1941 года П. А. Иванов — командующий оперативной группой войск 4-й отдельной армии Ставки ВГК, затем Волховского фронта, а с 16 декабря 1941 года — командующий этой армией. Войска этой армии участвовали в Тихвинской наступательной операции и концу декабря вышли на реку Волхов, захватив несколько плацдармов на левом берегу в районе посёлка Кириши, где вели оборонительные бои. 3 февраля 1942 года за ложный доклад о ходе боевых действий П. А. Иванов от занимаемой должности отстранён. С марта — старший преподаватель, затем начальник кафедры тактики высших соединений Высшей военной академии имени К. Е. Ворошилова.

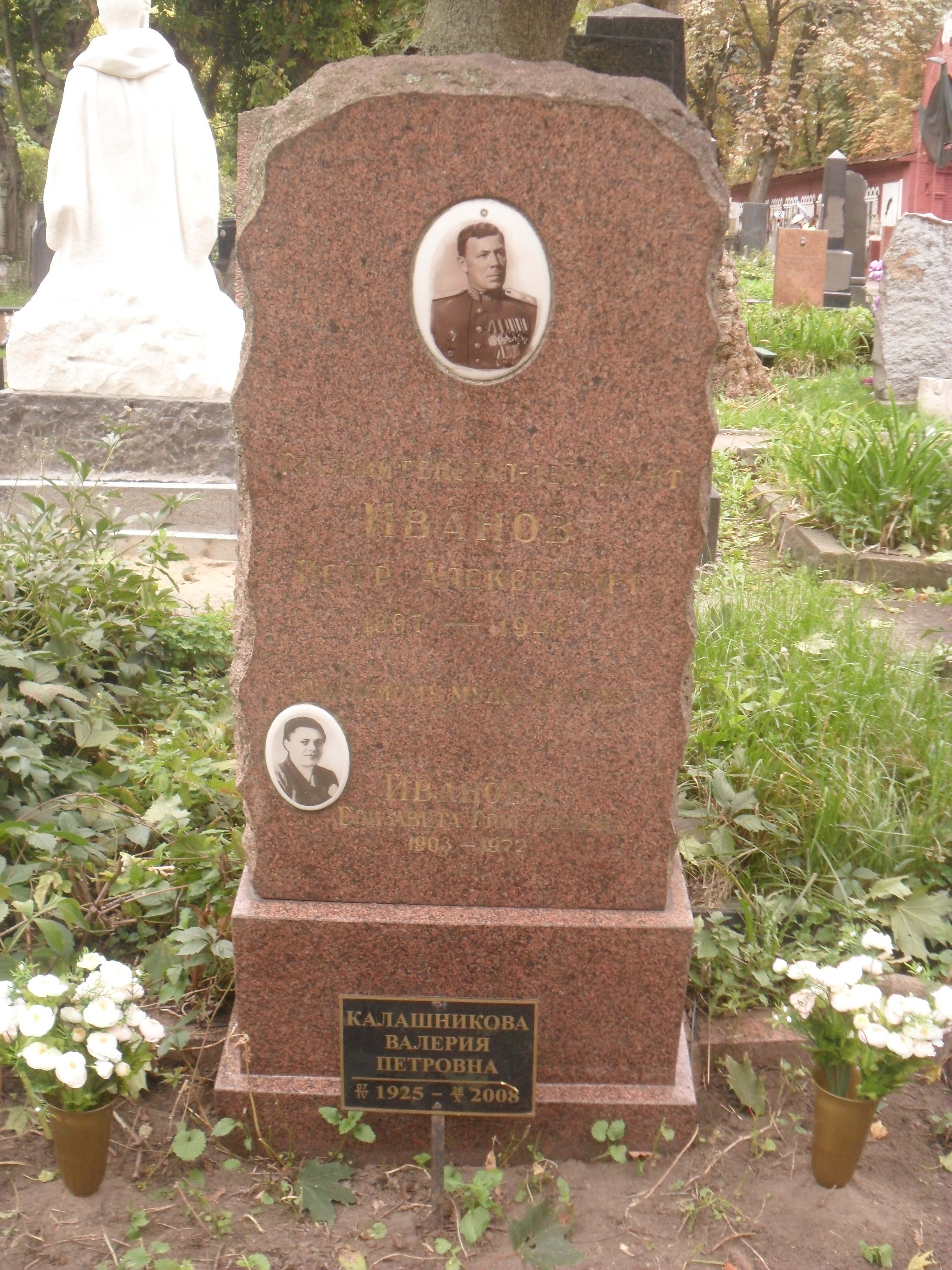
Могила Иванова на Новодевичьем кладбище Москвы.

С февраля 1945 года — заместитель командующего 11-й гвардейской армии 3-го Белорусского фронта, войска которой в ходе Восточно-Прусской операции разгромили инстербургскую группировку противника и вышли к заливу Фришес-Хафф на Балтийском море и блокировали город и крепость Кёнигсберг с юга.
После войны с августа 1945 года П. А. Иванов — заместитель командующего войсками Особого военного округа (Кёнигсберг) по укреплённым районам.
Скончался 7 марта 1946 года в Москве.

## Воинские звания
- полковник (2.12.1935)
- комбриг (29.04.1940);
- генерал-майор (4.06.1940)
- генерал-лейтенант (29.10.1943)

## Награды
- Два ордена Ленина (…, 21.02.1945)
- Четыре ордена Красного Знамени (…, 3.01.1937, 17.12.1941, 3.11.1944)
- Орден Суворова II степени (19.04.1945)
- медали[1].